# Chow-chow
Chow-chow[Nota](em chinês:  獢獢 [Xiāo xiāo]) é uma raça de cães do tipo spitz originária da China. Em sua origem como cão versátil, a raça foi utilizada para várias funções, tais como cão de guarda, cão de caça e cão de trenó. É conhecido por sua distinta língua “azul”.
O chow-chow e o shar-pei são duas das poucas raças de cães que possuem língua azulada.

## História

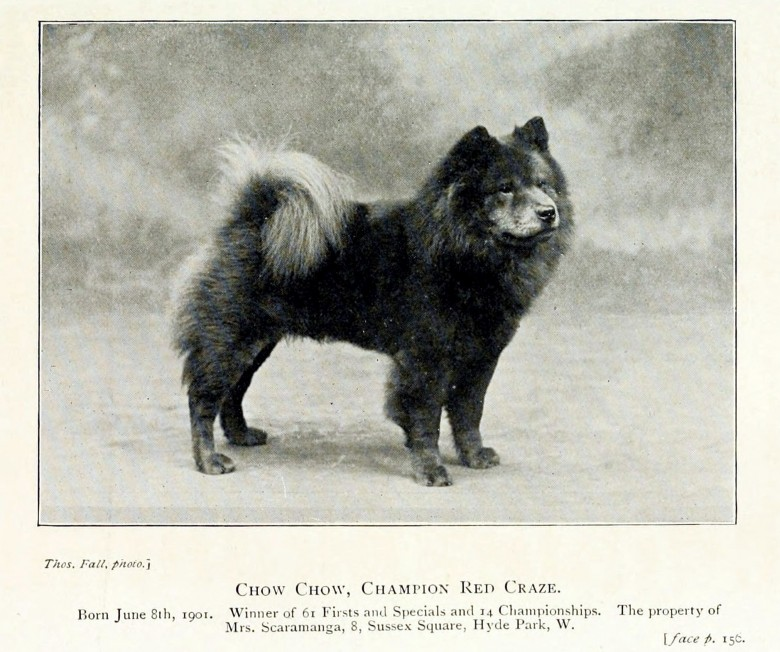
Chow chow. Campeão ocidental chamado “Red Craze”, nascido em 8 de Junho de 1901.

É uma raça antiga e de origem ainda desconhecida. Análises de DNA sugerem que estes cães tenham surgido originalmente na Mongólia ou Sibéria, e então foram levados para a China. 
Na China estes cães são chamados de Songshi Quan (Pinyin: 鬆獅犬 [sōngshī quǎn]), que significa literalmente "cão-leão-empolado".
É suposto que sua imagem já tenha sido usada para decoração de objetos na Dinastia Han em 206 a.C e que durante a Dinastia Tang um dos imperadores teve em seu canil dois mil e quinhentos exemplares destes caninos, e estes ficaram conhecidos como Tang Quan (cão da Dinastia Tang). Entre as especulações dos historiadores sobre a origem da raça, estão os cruzamentos entre molossos antigos e spitzs.
Trazidos para o ocidente pelo exército inglês por volta de 1820, por causa de sua aparência, estes cães chegaram a ser expostos em zoológicos ingleses como animais exóticos. 
Preferidos de Sigmund Freud e Konrad Lorenz, estes cães são considerados difíceis, dominantes e teimosos até para donos experientes.

## Temperamento
Versátil, esta raça foi animal de guarda, caça e puxador de trenó. São cães independentes, leais, reservados e silenciosos. Conservam temperamento de guarda e são territoriais e dominantes. São cães de temperamento forte, por vezes considerados teimosos, e necessitam de um dono experiente e capacitado. O adestramento é altamente recomendável. 
São conhecidos como “cão de um dono só”, e deixam bem claro qual o escolhido.
Com pessoas desconhecidas, agem de forma mais reticente, porém não é comum da raça atacar desconhecidos, ainda mais na companhia do dono. 
É um cão que muita das vezes é chamado de cão-gato, por seu temperamento independente, tranquilo e por ser muita das vezes um cão limpo por não exalar muito "cheiro de cachorro". 

## Características

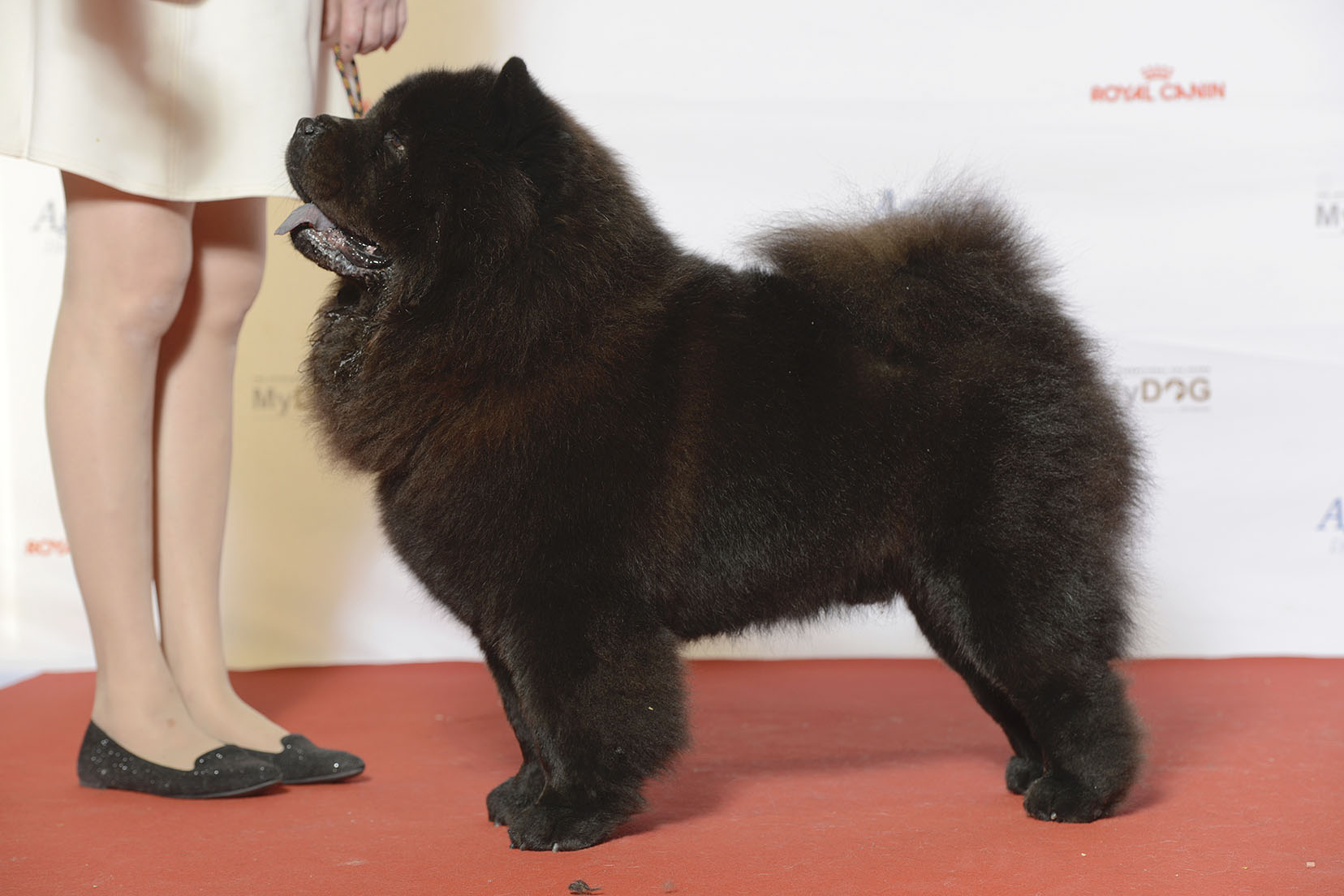
Cão chow-chow de pelagem preta em evento de conformação.

O chow chow é conhecido pela sua aparência de “cão-leão” ou “cão-urso”.
Chow chow e shar-pei são as únicas raças de cães que têm a língua azul.
O chow chow ocupa atualmente o 76° lugar no ranking de inteligência canina, entre as 79 colocações, de acordo com o livro de Stanley Coren A Inteligência dos Cães, de 1995.
São cães territorialistas e atuam muito bem como cães de guarda silenciosos. Por, normalmente, possuírem temperamento dominante, esses cães podem causar brigas com outros cães, ou mesmo desafiar seus donos, sendo indicados para proprietários experientes que adotem o adestramento desde cedo. Porém, não é uma raça considerada agressiva.
Os machos podem ter entre 48 à 56 cm de altura na cernelha, e as fêmeas entre 46 e 51 cm na cernelha. Eles podem se apresentar em 5 cores de pelagem, todas em forma unicolorː preto, vermelho, azul (cinza), fulvo e creme; frequentemente com nuanças, mas sem manchas. Foram utilizados como cães de rinha, de guarda, de caça e como cães de trenó.